# براهویی‌آباد
براهویی‌آباد یا جلال‌آباد، روستایی در دهستان کهیر بخش کهیر شهرستان کنارک در استان سیستان و بلوچستان ایران است.

## جمعیت
بر پایه سرشماری عمومی نفوس و مسکن در سال ۱۳۹۵، جمعیت این روستا برابر با ۵۰۲ نفر (۱۳۲ خانوار) بوده‌است.